# نوريكو إغوتشي
نوريكو إغوتشي (باليابانية: 江口のりこ؛ بالكانا: えぐち のりこ) هي ممثلة يابانية، ولدت في 28 أبريل 1980 في هيميجي في اليابان.

## وصلات خارجية
- الموقع الرسمي
- نوريكو إغوتشي على موقع IMDb (الإنجليزية)
- نوريكو إغوتشي على موقع قاعدة بيانات الفيلم (الإنجليزية)